# Туберкул
Туберкул или тубер у медицини и анатомији представља малу квржицу, односно чворасто отекнуће на површини тијела. Она може постојати као потпуно нормална структура, као на примјер на леђима појединих животиња, али може да буде и знак упале или других патолошких процеса у организму код којих долази до промјена на површини тијела.
Код анатомских формација на зубима, костима и другим појединим структурама, туберкул бива означен као туберкулум. 
У патологији се ситне чворасте промјене ткива (грануломи) такође називају као туберкули. И болест туберкулоза је добила назив по таквим патолошким формацијама.